# 祖茂 (東漢)
祖茂（？—？），東漢末年軍閥孫堅麾下將領。

## 生平
孫堅討伐董卓時，於梁縣被董卓軍徐榮擊破，孫堅潰敗逃走，被董卓的騎兵追捕，孫堅命祖茂戴上他常戴上的紅色頭巾引開追兵。祖茂成功引開追捕孫堅的董卓軍，令孫堅得以逃脫，但後來祖茂被圍困，於是將頭巾縳在一根燒過的柱上，並躲在草堆中，才避過了董卓軍的追兵。後事跡不詳。

## 三國演義
小說《三國演義》第五回中，寫祖茂字大榮，吳郡富春人，使用雙刀。記敘孫堅突圍逃走時，身旁只剩祖茂，而敵軍卻已經追上前，祖茂發覺孫堅的紅頭巾過於顯眼，而要孫堅讓自己戴上，並和孫堅兵分二路進而引開追捕的華雄等人。祖茂後來被華雄窮追，將頭巾縛在柱上後躲藏在林中，乘華雄察看時由林後殺出，揮著雙刀欲劈華雄；華雄大喝一聲，將祖茂一刀砍於馬下。

### 動漫遊戲作品
- 蒼天航路（王欣太）
- 火鳳燎原外傳小說《伯符》（王貽興）:並無登場，由原創角色凌宗(凌操之父，凌統之祖父)取代